# Stephanosaurus
A Stephanosaurus a hadrosaurida dinoszauruszok egyik kétséges neme, amely bonyolult taxonómiai történettel rendelkezik.
1902-ben, Lawrence Lambe a Trachodon marginatus nevet adta egy Albertából származó hadrosaurida végtagból és egyéb csontokból álló (eredetileg a GSC 419 jelzésű) új leletanyag számára. Az őslénykutatók az 1910-es években a jelenleg Dinosaur Park Formáció néven ismert, a (késő kréta időszakbeli) campaniai korszakban keletkezett területen jobb állapotú hadrosaurida maradványokat fedeztek fel. Lambe két új koponyát a T. marginatus fajhoz kapcsolt, 1914-ben pedig az új információk alapján létrehozta a Stephanosaurus nemet a faj számára. Lambe a Stephanosaurus típuspéldányát sajnos nem az új, teljes hadrosaurida koponyákhoz kapcsolta, hanem az eredeti, töredékes lábcsontokhoz és koponya darabokhoz. A végtagcsontokról és a koponya darabokról nem állítható biztosan, hogy ugyanattól az állattól származnak, amelytől a teljes koponyák, illetve nem különböztethetők meg a többi hadrosaurida hasonló maradványaitól. Mivel nem lehetett a teljes koponyákat a korábbi marginatus anyaghoz kapcsolni, 1923-ban William Parks egy újabb nemet és fajt hozott létre a koponyák számára Lambeosaurus lambei néven, Lambe tiszteletére (a GSC 2869 jelzésű típuspéldány alapján).

## Fordítás
- Ez a szócikk részben vagy egészben a Stephanosaurus című angol Wikipédia-szócikk ezen változatának fordításán alapul.  Az eredeti cikk szerkesztőit annak laptörténete sorolja fel. Ez a jelzés csupán a megfogalmazás eredetét és a szerzői jogokat jelzi, nem szolgál a cikkben szereplő információk forrásmegjelöléseként.